# Rione Castelletto
Il rione Castelletto è un quartiere della città di Marino, in provincia di Roma, nell'area dei Castelli Romani.
È considerato il quartiere più antico di Marino, perché probabilmente occupa il sito dell'antico municipium romano di Castrimoenium.

## Storia

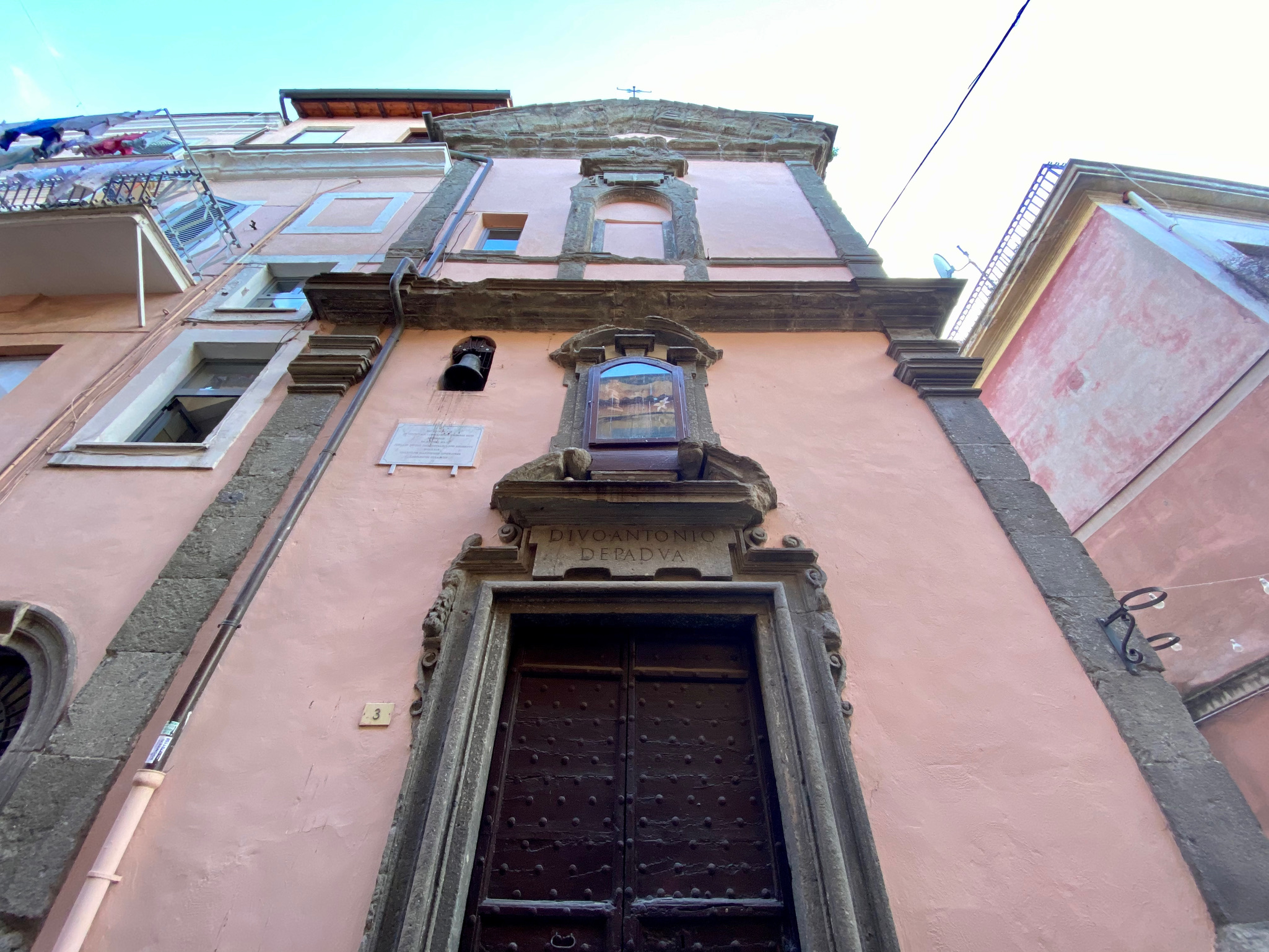
La chiesa di Sant'Antonio da Padova (XVII secolo).

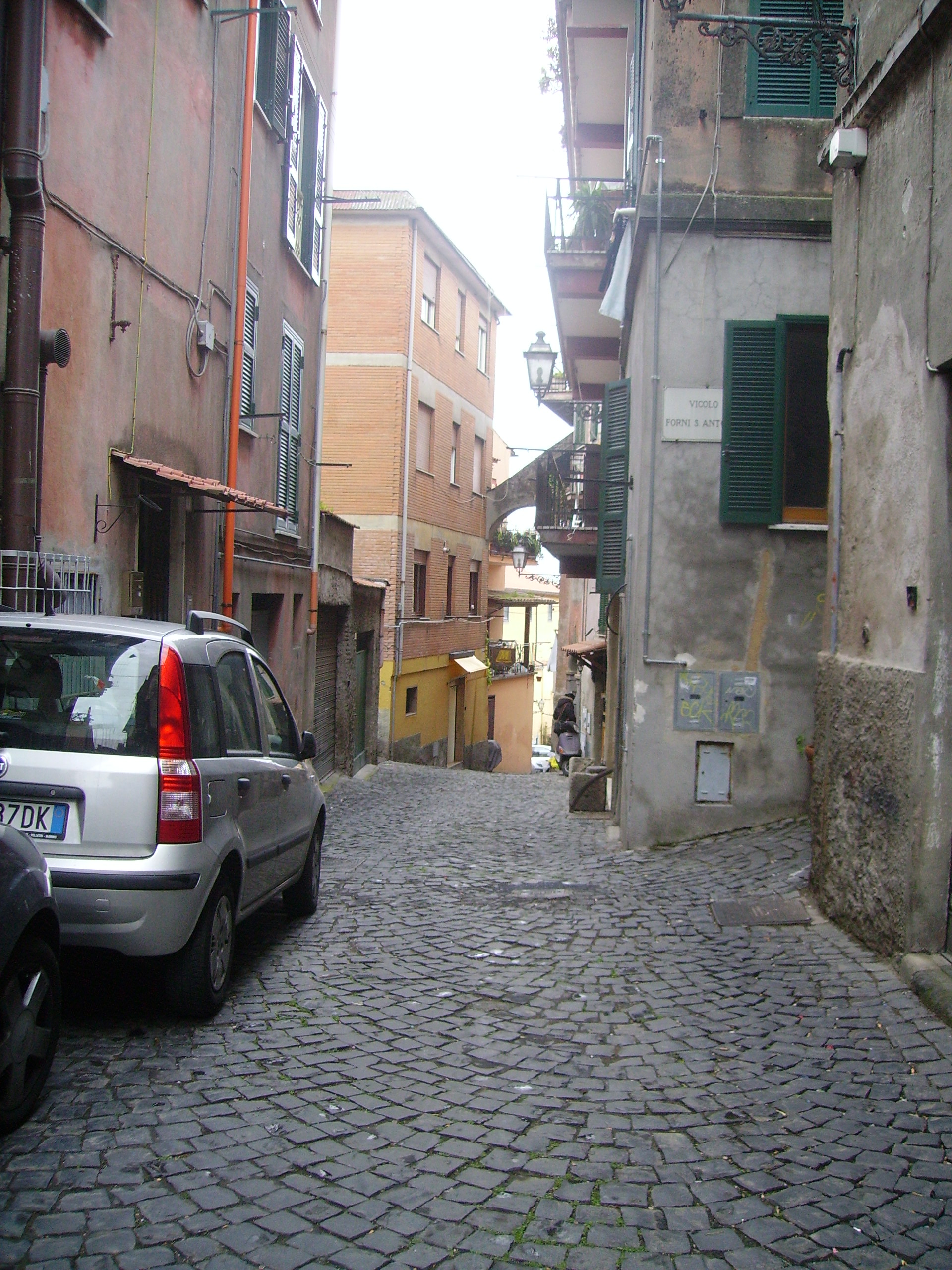
Il caratteristico vicolo dell'Archetto, probabile decumano dell'abitato romano.

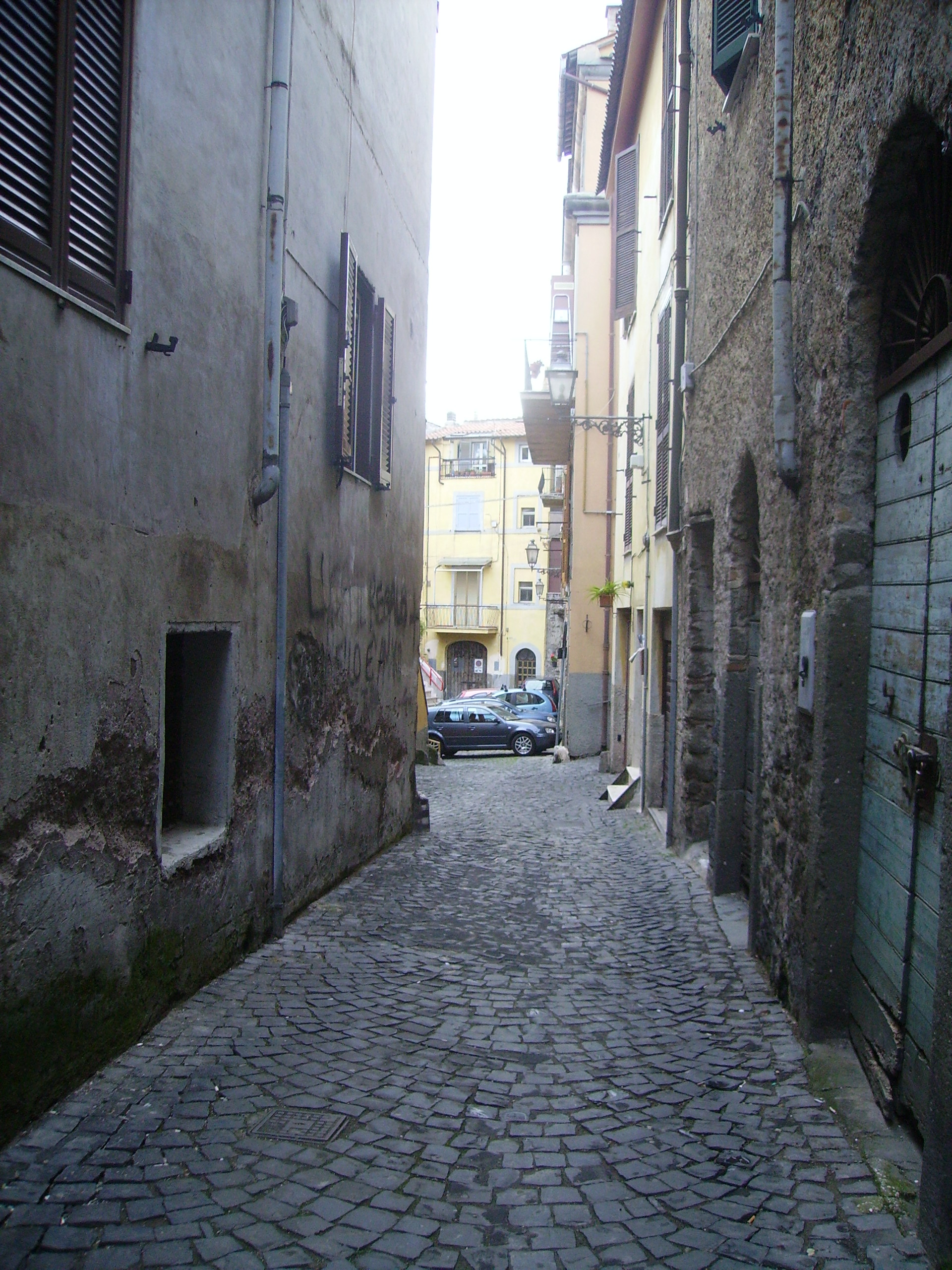
Via Gioacchino Rossini, probabile antico cardo romano.

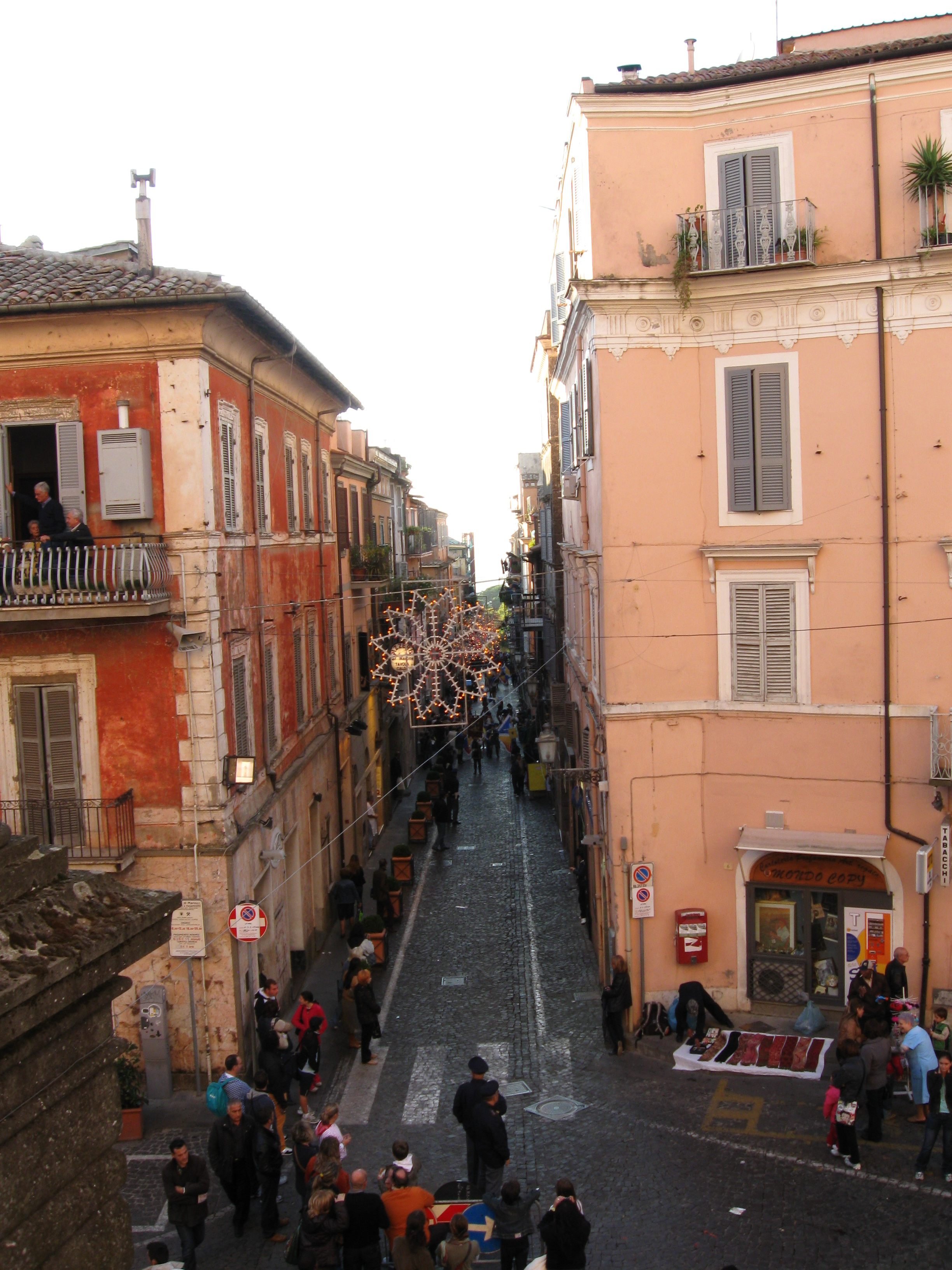
Scorcio di via Roma dalla scalea di Palazzo Colonna.

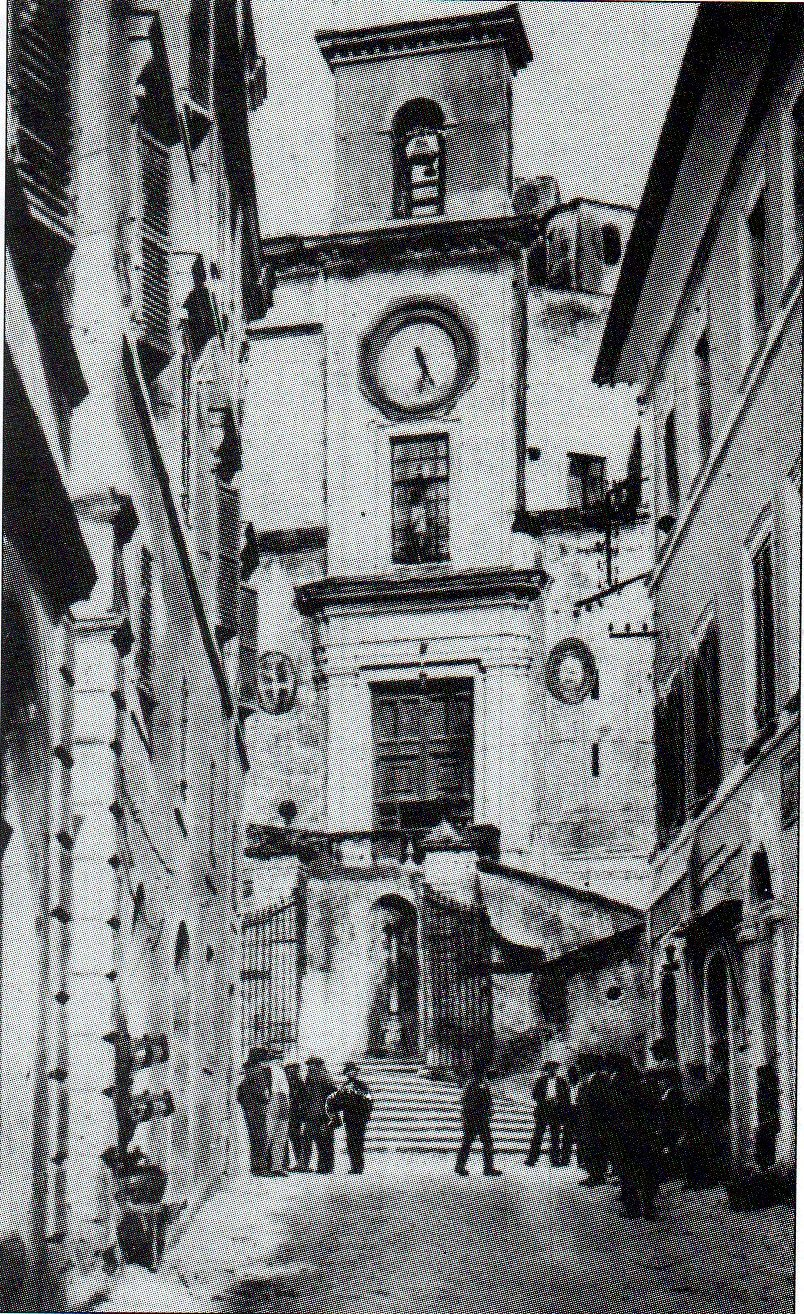
La facciata settentrionale di Palazzo Colonna al termine di via Roma.

L'imbocco di via Paolo Mercuri ostruito dalle macerie dopo il bombardamento aereo del 2 febbraio 1944.

### L'epoca romana
Si ritiene comunemente che il Castelletto occupi il sito dell'antico oppidum romano di Castrimoenium. In realtà la questione non è mai stata chiara agli archeologi, che si sono divisi sull'esatta ubicazione di questo abitato fortificato di età repubblicana. Oltre all'ipotesi che lo colloca al Castelletto, appare anche credibile la collocazione a Castel de' Paolis, un'altura sita tra Marino e Grottaferrata dove sono stati rinvenuti abbondanti resti epigrafici riferibili ad un fiorente insediamento antico.

### Il Medioevo
Nell'alto Medioevo nell'Agro Romano si formò una rete di proprietà agricole gestite o protette dalla Chiesa, formate da patrimonia e domuscultae dotati spesso di veri e propri piccoli eserciti, chiamati "masnadae Beati Petri". Tra VIII e IX secolo si verificò un indebolimento del potere papale a tutti i livelli (noto come "saeculum obscurum") che ebbe ripercussioni sul controllo del territorio, che venne lasciato alle nascenti famiglie baronali romane. Il territorio marinese fu probabilmente controllato prima dai Crescenzi, poi dai Conti di Tuscolo, infine al tramontare della potenza di questi, all'alba del XII secolo, dai Frangipane.
La prima attestazione documentaria dell'esistenza di Marino, ossia di un "castro qui vocatur Mareni", risale al 1114. All'epoca l'abitato, fortificato (castrum), doveva coincidere con l'attuale Castelletto: il carattere fortificato del luogo spiega anche il toponimo del rione, tramandatosi nei secoli. L'ampliamento dell'abitato oltre il nucleo originario di formazione altomedioevale del Castelletto, e la formazione del rione Santa Lucia e del rione Coste, è databile all'inizio del XIII secolo, contemporaneamente alla costruzione della chiesa di Santa Lucia (attribuita alla devozione di Giacoma de Settesoli, 1190-1239 circa) e della cosiddetta Rocca Frangipane, a cui sono riconducibili le torri rotonde di piazza Giacomo Matteotti.
All'estinguersi dei Frangipane il feudo passò agli Orsini nel 1266. Sotto di essi Marino subì alcuni importanti eventi bellici: un assedio (fallito) nel 1247 da parte del ghibellino Arrigo di Castiglia; un altro assedio (fallito anch'esso) da parte del "tribuno del popolo" Cola di Rienzo nel 1347; un terzo assedio (stavolta con successo) da parte dei mercenari papalini di Alberico da Barbiano e Giacomo Orsini nel 1378, durante la prima fase dello Scisma d'Occidente, a margine della battaglia di Marino.
Gli Orsini, ed in particolare Giordano Orsini nella seconda metà del Trecento, dedicarono perciò una particolare cura alla risistemazione delle mura di Marino. In questa fase fu aperta porta Giordana, un accesso fortificato all'abitato rivolto verso nord-est, e fu aggiunta al Castelletto la zona delle cosiddette "Camere Nove", tra via Paolo Mercuri e via Giuseppe Garibaldi.
Con il proseguire dell'incertezza politica nello Stato della Chiesa legata allo Scisma d'Occidente, Marino a cavallo tra XIV e XV secolo fu soggetta a numerose alterne vicende: il castello cambiò padrone, spesso subendo l'uso delle armi, nel 1385, nel 1399, nel 1404, nel 1405, nel 1408, nel 1415, finché nel 1417, dopo la risoluzione dello Scisma nel concilio di Costanza e l'elezione di papa Martino V, la famiglia di questi, i Colonna, non acquistò il castello dall'ultimo proprietario, Cristoforo Caetani.

### Dal Cinquecento ai giorni nostri
Ascanio I Colonna nella prima metà del Cinquecento commissionò un importante intervento urbanistico a Marino, probabilmente in occasione della visita a Roma dell'imperatore Carlo V d'Asburgo (suocero di Ascanio) nel 1532.
Nell'ambito di questa operazione il Castelletto venne sventrato con l'apertura di via Roma, un nuovo rettilineo di collegamento tra il costruendo Palazzo Colonna, progettato da Antonio da Sangallo il Giovane sul modello del complesso farnesiano di Caprarola, e la via Romana. Probabilmente anche via Paolo Mercuri venne aperta, o perlomeno rettificata, in questa fase, nel quadro della realizzazione di una rete stradale incentrata sul nuovo palazzo dei Colonna.
Oltre porta Romana, a ridosso del tratto settentrionale delle mura di Marino, venne anche organizzato il complesso dei Giardini Colonna annessi al Casino di caccia (complesso in seguito ampliato alla fine del Cinquecento). Oltre i Giardini andò sviluppandosi il sobborgo cosiddetto "delle Grazie" dall'omonima chiesa, oggi chiamato quartiere Borgo Garibaldi ma noto in dialetto marinese come "For de Porta", proprio perché esterno all'antica cerchia muraria ormai in abbandono.
Dopo l'apertura al culto della monumentale basilica di San Barnaba (1662) l'antica chiesa di San Giovanni Battista, prima parrocchiale di Marino, fu abbandonata ed inglobata tra le case. Il rione andò perdendo centralità sociopolitica in favore della nuova urbanizzazione seicentesca di Corso Trieste e dell'area un tempo "For de Mura".
Al Castelletto si trovava uno dei due forni di proprietà prima feudale, poi dal 1816 comunitaria. Questo forno era chiamato "di Sant'Antonio", toponimo ancora rimasto nella toponomastica attuale del rione. Si noti che il monopolio comunitario, e quindi pubblico, della panificazione a Marino consentì il mantenimento di prezzi ragionevoli di questo importantissimo genere alimentare anche dopo la "liberalizzazione" del commercio del grano e del pane decretata da Pio VII nel 1801: in altri luoghi invece questa libertà generò un aumento incontrollato del prezzo del grano e quindi del pane e grandi tensioni sociali (nei Castelli Romani si ricordano le rivolte per il pane del 1837 ad Albano, Ariccia, Frascati e Nemi).
Durante la seconda guerra mondiale, Marino fu duramente colpita dai bombardamenti aerei anglo-americani seguiti allo sbarco ad Anzio (22 gennaio 1944), al pari degli altri Castelli Romani. Oltre al primo, grande bombardamento del 2 febbraio 1944, che rase al suolo Palazzo Colonna e molti edifici limitrofi provocando il maggior numero di vittime civili, il Castelletto fu colpito da spezzoni aerei e di batteria terrestre il 27 maggio (7 morti in via Roma) ed il 30 maggio (con altri morti in vicolo dell'Archetto).

## Monumenti e luoghi d'interesse

### Architetture religiose

#### Ex-chiesa di San Giovanni Battista
La chiesa di San Giovanni Battista è stato probabilmente il più antico edificio di culto cristiano a Marino. Fondata intorno al XII secolo, diventò inadeguata con l'allargamento dell'abitato e nella prima metà del Seicento la sua parrocchia fu accorpata a quella dell'altra parrocchiale marinese, la duecentesca chiesa di Santa Lucia (oggi sede del Museo civico "Umberto Mastroianni") e spostata presso l'attuale basilica di San Barnaba (costruita nel 1640-1662). Nel 1669 la Diocesi autorizzò la riduzione della chiesa ad uso profano: divenne un ospedale alle dipendenze dell'abbazia di Santa Maria di Grottaferrata, ed infine fu inglobata tra le case di piazza San Giovanni.
L'ubicazione esatta della chiesa è stata ricostruita grazie agli appassionanti studi dell'architetto Vincenzo Antonelli. Tracce della navata centrale della chiesa sono visibili all'interno di un cortile privato in via Gioacchino Rossini, insieme alle murature di quelle che dovevano essere navate laterali o cappelle. Negli anni Settanta erano ancora visibili sotto la tinta all'interno delle case che occupano il sito della vecchia chiesa frammenti di affresco a finto marmo.

#### Chiesa di Sant'Antonio da Padova
Questo piccolo luogo di culto cattolico venne costruito nel 1638 a servizio delle carceri antistanti, e fu affidato con ogni probabilità alla Confraternità della Carità, una delle numerose confraternite operative a Marino. L'aspetto attuale dell'edificio risale al 1665.

#### Edicole sacre
- Edicola della Madonna del Buonconsiglio di Genazzano.[24]
- Edicola della Madonna dell'Albero. Caratteristica edicola della Madonna di Fatima posta tra i rami di un albero in via Giacomo Carissimi, nella c.d. zona delle "Camere Nuove".[24]
- Edicola della Madonna di Fátima. Si trova su un vicolo laterale di via del Castelletto, vicolo Fiorito.[24]
- Edicola della Madonna del Sacro Cuore. Edicola costruita nel 1829 su un edificio in piazza del Castelletto.[24]
- Edicola della Madonna delle Grazie. Collocata su un edificio di piazza della Repubblica -antistante Palazzo Colonna-.[24]

## Società

### Tradizioni e folclore
- Festa di Sant'Antonio abate (13 gennaio).

## Urbanistica
Il Castelletto è caratterizzato da una maglia stradale ortogonale tipica degli insediamenti militari romani, argomento principale per una collocazione di Castrimoenium in questo sito. L'ipotetico foro del castrum antico dovrebbe coincidere con l'attuale piazza San Giovanni, il cardo sarebbe ricalcato dall'asse via Gioacchino Rossini-via Sant'Antonio ed il decumano da quello via San Giovanni-vicolo dell'Archetto.
Gli interventi trecenteschi non modificarono l'urbanistica precedente: fu semplicemente aperta porta Giordana, una seconda porta oltre alla più antica porta Romana (quest'ultima forse coincidente con l'ipotetica porta Mediana di Castrimoenium, la cui esistenza è attestata da fonti documentarie), e venne aggiunta un'addizione urbanistica, tradizionalmente chiamata dai marinesi delle "Camere Nove", organizzata lungo la spina dell'attuale via Giacomo Carissimi. La porta prese nome, probabilmente, da Giordano Orsini, signore di Marino fino alla sua cacciata ad opera del figlio Giacomo avvenuta dopo la battaglia di Marino del 1378, nell'ambito della lotta tra papalini ed antipapalini durante lo Scisma d'Occidente (1378-1417).
Questa organizzazione ortogonale venne sconvolta dagli interventi urbanistici cinquecenteschi. Fu aperta via Roma, all'epoca nota come "Strada Nuova", accesso trionfale al castello direttamente da Roma, chiuso dalla quinta scenografica della scalea di Palazzo Colonna. Fu aperta probabilmente in questa fase anche via Paolo Mercuri, collegamento tra il palazzo e porta Giordana che ha come quinta architettonica il portale della facciata orientale di Palazzo Colonna, originariamente concepita dal progettista Antonio da Sangallo il Giovane come quella principale. Si ritiene anche possibile che i progettisti del palazzo avessero intenzione di realizzare un tridente di strade centrato sul palazzo, delle quali però sarebbero state realizzate solo due (via Roma e via Paolo Mercuri; si tenga presente che il fronte occidentale del palazzo è rimasto incompiuto).